# Bungku
Bungku ist eine in den Bezirken Morowali und Morowali Utara (Distrikte Bungku Utara, Bungku Tengah und Bungku Selatan) in Zentralsulawesi gesprochene Sprache. Sie gehört zu den malayo-polynesischen Sprachen innerhalb der austronesischen Sprachen. Dialekte sind Bungku, Landawe, Routa, Torete (To Rete), Tulambatu, Waia.